# 依田茉衣子
依田 茉衣子（よだ まいこ、2000年6月3日 - ）は、日本の女子バレーボール選手である。

## 来歴
東京都板橋区出身。
下北沢成徳高等学校、青山学院大学を経て、2022/23シーズン、V.LEAGUE DIVISION1 WOMEN（V1女子）に所属するKUROBEアクアフェアリーズの内定選手となった。内定選手としてV1女子の試合に出場し、Vリーグデビューを果たした。
2023年、大学卒業後に、KUROBEアクアフェアリーズに入団した。

## 所属チーム
- 下北沢成徳高等学校（2016-2019年）
- 青山学院大学（2019-2023年）
- KUROBEアクアフェアリーズ/KUROBEアクアフェアリーズ富山（2023年-）